# Heliotropium micranthos
Heliotropium micranthos är en strävbladig växtart som först beskrevs av Pall., och fick sitt nu gällande namn av Bge. Heliotropium micranthos ingår i Heliotropsläktet som ingår i familjen strävbladiga växter. Inga underarter finns listade i Catalogue of Life.